# Об'єднання Саудівської Аравії
Об’єднання Саудівської Аравії було військовою та політичною кампанією, під час якої різні племена, шейхства, міста-держави, емірати та королівства більшої частини центральної частини Аравійського півострова були завойовані династією Саудитів, або Аль-Сауд. 
Об’єднання почалося в 1902 році і тривало до 1932 року, коли було проголошено Королівство Саудівська Аравія під керівництвом Абдулазіза, відомого на Заході як ібн Сауд, утворивши те, що іноді називають Третьою Саудівською державою, щоб відрізнити його від Емірату Дірія, Першої Саудівської держави та емірату Неджд, (Друга Саудівська держава), що також держави династії Саудитів.
Аль-Сауди перебували у вигнанні в Еміраті Кувейт, що перебував під захистом Британії, з 1893 року після другого епізоду усунення від влади та розпуску їхньої держави, цього разу Еміром Джебель-Шаммар Аль-Рашид. 
У 1902 році Абдулазіз Аль Сауд повернув собі Ер-Ріяд, колишню столицю династії Аль Сауд. 
Він підкорив решту Неджда, ель-Хаси, Джебель-Шаммара, Асіра та Хіджазу (розташування священних для мусульман Мекки та Медіни) в 1913 — 1926 роках. 
Утворене державне утворення було названо Королівством Неджду і Хіджазу з 1927, а після захоплення аль-Хаси — Королівство Саудівська Аравія в 1932 році.
Часто стверджується, що процес об'єднання спричинив 400 000 — 800 000 жертв. 
Проте нещодавні дослідження показують, що хоч це були криваві події, але кількість смертей і поранень була значно меншою. 

## Передмова
Після угоди Дірія між Мухаммедом ібн Абдул Ваххабом і Мухаммедом ібн Саудом клан Аль Сауд заснував Першу Саудівську державу, державу, засновану на строгому тлумаченні ісламу. 
Ідеологія цього періоду пізніше була названа ваххабізмом . 
Виникнувши в регіоні Неджд у центральній Аравії, перша Саудівська держава завоювала більшу частину Аравійського півострова, що завершилось захопленням священного для мусульман міста Мекки в 1802 році. 

Втрата Мекки стала значним ударом по престижу Османської імперії, що здійснювала суверенітет над священним містом з 1517 року, і Османи розпочали військові дії проти Аль Саудів. 
Завдання знищити саудівців було дано могутньому віце-королю Єгипту Мухаммеду Алі-паші, який направив війська в район Хіджаз і повернув Мекку. 
Його син, Ібрагім-паша, тим часом привів османські війська до серця Неджду, захоплюючи місто за містом у Недждській експедиції. 
Досягнувши столиці Саудівської Аравії — Ед-Дірійя, Ібрагім обложив його на кілька місяців, поки він не здався взимку 1818 року. 
Потім він відправив багатьох членів кланів Аль Сауд та Ібн Абдул Ваххаба до Єгипту та османської столиці Константинополя та наказав систематично знищити Дірію . 
Останній саудівський імам Абдуллах ібн Сауд був пізніше страчений у Константинополі. 

Аль-Сауди вижили у вигнанні та заснували Другу Саудівську державу, що проіснувала з моменту захоплення Туркі ібн Абдаллою Ер-Ріяда (який він призначив новою столицею) в 1824 році до битви при Мулайді в 1891 році. 
Другий саудівський період був відзначений нестабільністю, якою зміг скористатися клан Аль Рашид із Джебель-Шаммара. 
Саудівський лідер Абдул Рахман ібн Фейсал втік до Османського Іраку в 1893 році 
.

## Історія

### Саудівське захоплення Ер-Ріяда
В 1901 році син Абдула Рахмана, Абдулазіз ібн Абдул Рахман Аль Сауд, пізніше відомий як Ібн Сауд , попросив у еміра Кувейту людей і припаси для нападу на Ер-Ріяд. 
Емір вже брав участь у кількох війнах з Рашиді,  погодився на прохання, надавши Ібн Сауду коней і зброю. 
Хоча точна кількість вояків то зростала, то зменшувалася під час наступної подорожі, вважається, що він пішов із приблизно 40 вояками.
У січні 1902 року Ібн Сауд і його люди досягли Ер-Ріяда. 
Маючи лише невеликі сили, він вважав, що єдиний спосіб взяти місто — захопити форт Масмак і вбити Ібн Аджлана, мера Ер-Ріяда, і, досягнувши цих цілей, вони успішно взяли місто вночі. 
Захопивши батьківщину своєї родини, Ібн Сауд довів, що він володіє якостями, необхідними для того, щоб бути шейхом або еміром: лідерство, мужність і удача. 

Це стало початком третьої саудівської держави. 
Володіння Ібн Сауда стали відомі як Емірат Ер-Ріяд
, 
який проіснував до 1921 року 
.

### Саудівсько-рашидійська війна
Війна Саудів та Рашидів, яку також називають «Першою війною Саудів та Рашидів» або «Битви за Касим», велася між лояльними Саудам військами новоутвореного Султанату Неджд проти Емірату Хаїль (Джабаль-Шаммар), під орудою Рашидів. 
Період спорадичних боїв завершився захопленням Саудами регіону Ель-Касим після вирішальної перемоги в Касимі 13 квітня 1906 року 
, 
хоча в 1907 році бойові дії ще продовжувалися.

### Аль-Хаса і Катіф
У 1913 році Ібн Сауд за підтримки іхванів

завоював Аль-Хасу з османським гарнізоном, що контролював територію з 1871 року 
 
Потім він інтегрував Аль-Хасу та Ель-Катіф до складу Емірату. 
 
Люди в цих областях були шиїтами, тоді як саудівці були пуританами-сунітами-ваххабітами, що призвело до жорстокого ставлення до мусульман-шиїтів у Саудівській Аравії, на відміну від відносно толерантного ставлення з боку сунітів-османів. 

### Кувейтсько-недждська війна
Кувейтсько-недждська війна відбулася через те, що Ібн Сауд хотів анексувати Кувейт. 

 
Ібн Сауд наполягав, що територія Кувейту належить йому.
 
Загострення конфлікту між Кувейтом і Недждом призвело до загибелі сотень кувейтців. 
Війна призвела до спорадичних зіткнень на кордоні в 1919–1920 роках.
Після Кувейтсько-недждської війни Ібн Сауд запровадив жорстку торговельну блокаду Кувейту на 14 років з 1923 по 1937 рр. 

Метою економічних і військових атак Саудівської Аравії на Кувейт було анексувати якомога більшу частину території Кувейту. 
 
На конференції в Укеїрі в 1922 році було встановлено кордони Кувейту та Неджду. 

Кувейт не мав представника на конференції в Укеїрі. 
 
Ібн Сауд переконав сера Персі Кокса віддати йому дві третини території Кувейту через його фактичний контроль над нею.  
Понад половини Кувейту було втрачено через Укеїрський протокол. 

Після конференції в Укеїрі Кувейт все ще перебував під дією саудівської економічної блокади та періодичних саудівських набігів. 

### Під час Першої світової війни
У грудні британський уряд (розпочав роботу на початку 1915 року) намагався збільшити вплив на Ібн Сауда через свого таємного агента, капітана Вільяма Шекспіра, і це призвело до підписання Дарінського договору. 
Після загибелі Шекспіра в битві при Джаррабі британці почали підтримувати суперника Ібн Сауда Шаріфа Хусейна бін Алі, короля Хіджазу. 
Лорд Кітченер також звернувся до Хусейна бін Алі, шарифа Мекки, за допомогою в конфлікті — Хусейн вимагав політичного визнання у відповідь. 
Обмін листами з Генрі Макмегоном запевнило його, що його допомога буде винагороджена тереном між Єгиптом і Персією, за винятком імперських володінь та інтересів у Кувейті, Адені та узбережжі Сирії. 
Всупереч переговорам з Алі британці уклали Дарінський договір, згідно з яким землі дому Саудів стали британським протекторатом. 
Ібн Сауд пообіцяв знову розпочати війну проти Ібн Рашида, який був союзником Османської імперії. 
Ібн Сауду також було надано суму у 20 000 фунтів стерлінгів після підписання договору, а також щомісячну стипендію в 5 000 фунтів стерлінгів в обмін на ведення війни проти Ібн Рашида.

### Перша війна Неджд-хіджазька
Перша саудівсько-хашимітська війна або суперечка Аль-Хурма відбулася в 1918–1919 роках між Абдулазізом Аль Саудом з емірату Неджд і хашимітами Королівства Хіджаз. 
Війна відбулася в рамках історичного конфлікту між хашимітами Хіджазу та саудівцями Ер-Ріяду (Неджду) за панування в Аравії. 

Це призвело до поразки Хашимітських військ та захоплення Аль-Хурми Саудітами та їх союзниками Іхванам, але британське втручання запобігло негайному розпаду Хашимітського королівства, встановивши припинення вогню, яке тривало до 1924 року.

### Завоювання Хаїля
Завоювання Хаїля, що також називають Другою саудо-рашидською війною. 
2 листопада 1921 року Джебель-Шаммар був повністю завойований саудівськими військами та згодом включений до складу султанату Неджд.

### Іхванські набіги

#### Набіги на Трансйорданію
Іхванські набіги на Трансйорданію — серія грабежів, здійснених іхванами, нерегулярною арабською міліцією Неджду, у Трансйорданії в 1922 — 1924 роках. 
Хоча набіги не організовував Ібн Сауд, правитель Неджду, він нічого не зробив, щоб зупинити набіги іхванів. 
Проте це змінилося після завоювання Хіджазу, коли дедалі більш критична та негативна позиція Ібн Сауда щодо набігів іхванів переросла у відкриту ворожнечу та, по суті, у кривавий конфлікт з 1927 року.
На початку 1920-х років неодноразові вторгнення ваххабітів-іхванів з Неджду в південні частини його території були найсерйознішою загрозою для позицій еміра Абдулли в Трансйорданії. 

Емір був безсилий самостійно відбити ці набіги, тому британці мали військову базу з невеликими військово-повітряними силами в Марці, неподалік від Амману. 

#### Рейд на підмандатний Ірак, 1921
У 1921 році група Іхван здійснила рейд на південь Іраку, який перебував під британським мандатом, грабуючи шиїтські села, що призвело до масового вбивства 700 шиїтів. 

### Друга Неджд-хіджазька війна
Саудівське завоювання Хіджазу було кампанією, розпочатою саудівським султаном Абдулазізом аль Саудом для захоплення Хашимітського королівства Хіджаз в 1924–1925 роках. 
Кампанію успішно завершено у грудні 1925 року з падінням Джидди. 
Згодом, в 1926 році, Абдулазіз був проголошений королем Хіджазу, а також підняв статус Неджда до королівства в 1927 році. 
Наступні п’яти років саудівська держава мала назву Королівство Неджду і Хіджазу, хоча ними керували як окремими державами.

### Іхванське повстання

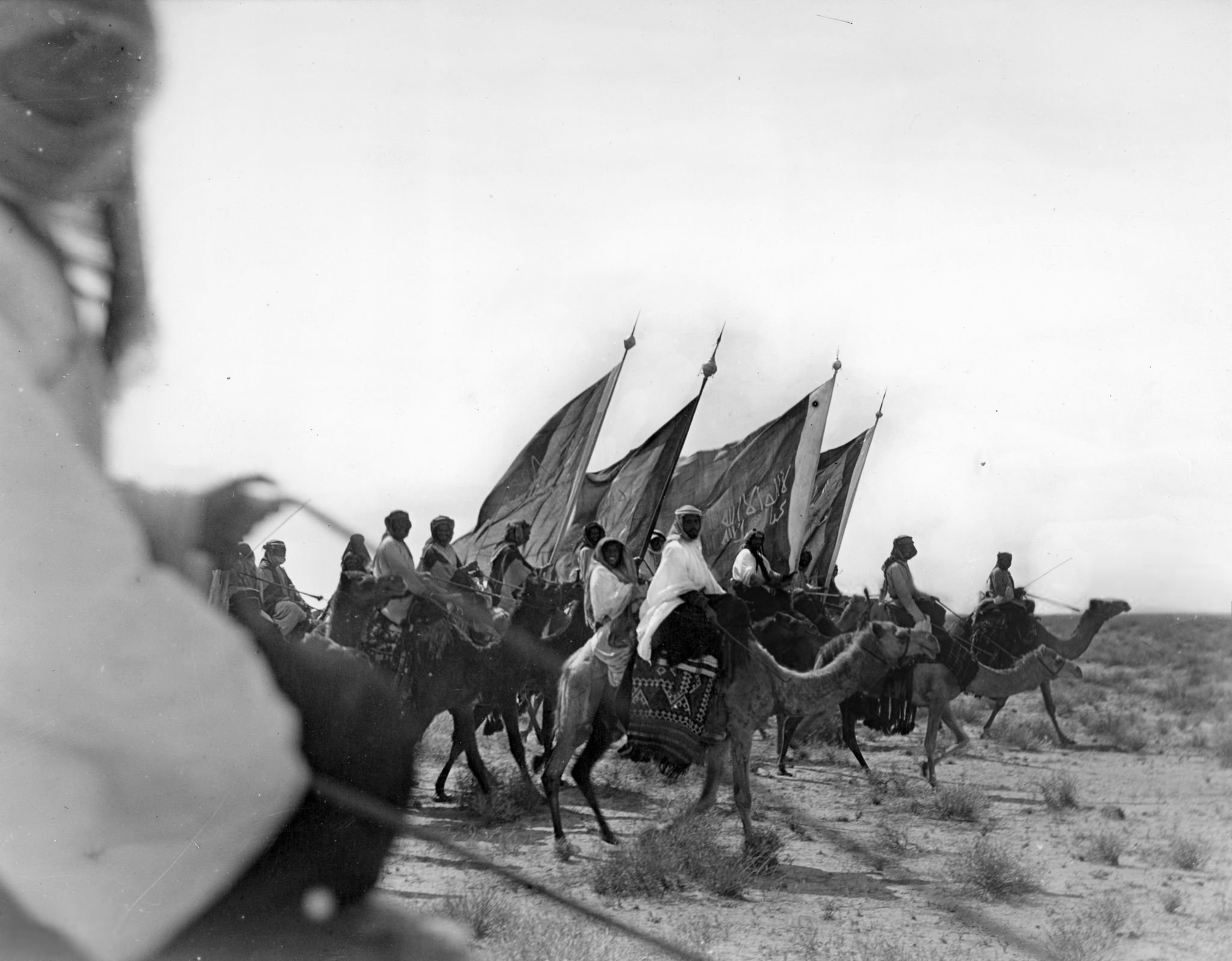
Армія іхванів під час Повстання іхванів проти альянсу Британської імперії, Кувейту та ібн Сауда.

Оскільки експансія Саудівської Аравії уповільнилася в 1920-х роках, деякі з іхванів наполягали на продовженні експансії, зокрема на територіях, контрольованих Великою Британією, таких як Трансйорданія на півночі, куди іхвани здійснювали набіги в 1922 — 1924 роках. 
До цього часу кілька частин центральної Аравії яка не була захоплена саудівсько-іхванськими силами, мала договори з Британією, і Абдулазіз був достатньо тверезий, щоб усвідомити безглуздість потенційного конфлікту з британцями. 
Проте іхвани стверджували, що всі не-ваххабіти були невірними. 
Фейсал аль-Давіш з племені мутаїр і Султан бін Баджад з племені Отаїба, вожді іхван, були серед тих, хто звинуватив Абдулазіза в «м'якості», причому перший, як повідомляється, сказав другому, що Сауди «так само корисні, як верблюжі сумки без ручок».
Спалахнуло повстання, кульмінацією якого стала битва при Сабіллі, яку деякі назвали різаниною, але просаудівські джерела вважають, що це була чесна боротьба. 

Додаткові бої спалахували до 1929 року в Джабаль-Шаммарі та на теренах племені Авазім. 
Повстання було придушене в 1930 році, після капітуляції останніх елементів опозиції. 
Хоча ті, хто вижив, були ув’язнені, їхні нащадки продовжували опиратися правлінню Саудівської Аравії, і один із таких нащадків, Джухаїман аль-Утаїбі, стане відомим в 1979 році, коли керував захопленням мечеті аль-Харам. 

### Проголошення королівства Саудівська Аравія
В 1927 — 1932 роках Ібн Сауд керував двома основними частинами свого королівства, Недждом і Хіджазом, як окремими одиницями. 
23 вересня 1932 року Ібн Сауд проголосив об'єднання своїх домініонів у Королівство Саудівська Аравія. 
Старший син Ібн Сауда Сауд став наслідним принцом в 1933 році 
.

## Післямова

### Анексія Асіра

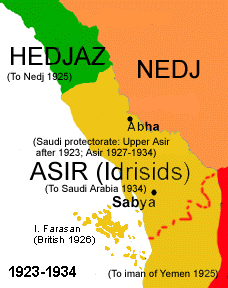
Асір, Хіджаз і Неджд

Регіон Асір, на території сучасної південної Саудівської Аравії, перебував під владою Османської імперії з 1871 року до початку Першої світової війни, після чого його емір Хасан ібн Алі Аль Аїд «став фактично незалежним» і спробував правити з Абги. 
Проте почалася війна між його військами та військами Мухаммеда ібн Алі аль-Ідрісі, який зрештою створив короткочасний Емірат Ідрісідів під опікою Саудівської Аравії. 
 
Емірат був підпорядкований державі Саудівська Аравія після договору 1930 року, який передбачав перехід території під прямий контроль Ібн Сауда після смерті еміра. 

У 1934 році Емірат увійшов до складу Королівства Саудівська Аравія.

### Саудівсько-єменська війна
З розпадом Османської імперії в Ємені була створена зейдитська держава під керівництвом імама Мухаммеда бін Ях’я Гамід ад-Діна та його нащадків. 
Єменці заволоділи частинами Асір і вступили у війну з Саудівською Аравією в 1933 році. 
Історик Ганс Кон в американському журналі Foreign Affairs в 1934 році,  зазначив: «Деякі європейські оглядачі пояснюють збройний конфлікт як конфлікт між британською та італійською політикою в Аравії». 
Попри зв’язки Великої Британії з Саудівською Аравією та зв’язки Італії з Єменом, він дійшов висновку, що «суперництво між двома правителями жодним чином не спричинене та не сприяє суперництву двох європейських держав». 

Однак у 1998 році Олексій Васильєв писав: «Імам був підбурюваний як італійцями, які сприяли допомозі, щоб посилити свій вплив у Ємені, так і британцями, які хотіли відвернути увагу імама Ях’ї від своїх протекторатів в Адені». 

Саудівці завдали удару у відповідь, досягнувши єменського порту Ходейда перед тим, як підписати «договір про мусульманську дружбу та арабське братерство» в Таїфі, який був опублікований одночасно в Мецці, Сані, Дамаску та Каїрі, щоб підкреслити його панарабізм.
Говорячи про наслідки договору, в якому говорилося, що «нації [двох сторін] є єдиними і погоджуються вважати інтереси одна одної своїми», Кон писав: «Зовнішня політика обох королівств буде приведена у відповідність і гармонізована таким чином. що обидві країни діятимуть як одна країна у зовнішніх справах. Практично це означатиме протекторат над Єменом з боку Ібн Сауда, сильнішого та набагато прогресивнішого партнера». 

Стосунки справді залишалися близькими до 1960-х років коли у Ємені вибухнула громадянська війна, і тоді країна стала плацдармом для боротьби між консервативними цінностями та цінностями єгипетського революціонера Гамаля Абделя Насера. 